# Summer Rental
 Summer Rental és una pel·lícula estatunidenca dirigida per Carl Reiner, estrenada el 1985. Nova versió del tema de les vacances convertides en malson, bastant freqüent en la comèdia de Hollywood dels últims temps, el film és un vehicle al servei del seu malaguanyat protagonista. Malgrat estructurar-se a través d'un material excessivament previsible, algunes engrunes d'enginy el salven del desastre. Film inèdit a Espanya. La música original és d'Alan Silvestri. Va ser rodada a St. Pete Beach prop de St. Petersburg (Florida).

## Argument
Un pare de família, Jack Chester, desgastat pel seu treball de controlador aeri, és forçat a agafar vacances per reposar. Lloga una casa a la vora de la platja a Florida, a Citrus Cove i hi porta la seva família per passar les vacances d'estiu, durant les quals són constantment aclaparats per un devessall de problemes. Primer es traslladen a una casa equivocada, després el personatge de Candy té una lesió a les cames.

## Repartiment
- John Candy: Jack Chester
- Karen Austin: Sandy Chester, la dona de Jack
- Kerri Green: Jennifer Chester, la filla gran de Jack
- Joseph Lawrence: Bobby Chester, el fill de Jack
- Aubrey Jene: Laurie Chester, la filla petita de Jack
- Richard Crenna: Al Pellet
- Rip Torn: Scully, el patró del vaixell-restaurant
- John Larroquette: Don Moore
- Richard Herd: Angus MacLachlan, l'escocès
- Santos Morals: Cortez, l'empleat espanyol de Scully
- Lois Hamilton: Vicki Sanders, la dona amb el pit refet
- Carmine Caridi: Ed Sanders, el marit de Vicki
- Francis X. McCarthy: Hal
- Pierrino Mascarino: L'amo d'hotel del restaurant de peix
- Harry Yorku: Yorku, el pirata músic
- Dick Anthony Williams: Dan Gardner, el propietari de la primera casa
- Bob Wells: Stan Greene
- Scot Samis: Russ
- Tom Blackwell: Gregg Moore
- Saundra Dunson-Franks: Sra. Gardner
- Tanzia Franks: La filla de M. Gardner
- Walter Franks: El fill del Sr. Gardner